# Katia Castillo Lozano
Katia Alejandra Castillo Lozano (El Salto, Jalisco, 20 de octubre de 1982) es una política mexicana, integrante del partido Movimiento Regeneración Nacional (Morena). Ha sido en dos ocasiones diputada federal.

## Biografía
Tiene estudios técnicos de Programación. De 2012 a 2015 fue asistente administrativo, y de 2015 a 2018 asistente particular de regidor, ambos en el ayuntamiento de El Salto.
En 2018 se integró en Morena, siendo nombrada consejera nacional y coordinadora de la campaña del partido en Jalisco. En las elecciones federales de ese año fue postulada candidata a diputada federal por el principio de representación proporcional; siendo elegida para la LXIV Legislatura de dicho año al de 2021. En ella fue secretaria de la comisión de Presupuesto y Cuenta Pública; e integrante de las comisiones de Deporte; y, de Igualdad de Género.
En las elecciones federales de 2021 fue postulada a la reelección como diputada federal, pero esta vez por el Distrito 13 de Jalisco por la coalición Sigamos Haciendo Historia. No logró el triunfo, quedando en tercer lugar las preferencias electorales con el 26.12% de los votos, frente al 35.19% del ganador Sergio Barrera Sepúlveda de Movimiento Ciudadano y el 31.52% del candidato de la coalición Va por México Carlos Guzmán Cervantes.
El 5 de septiembre de 2022 fue elegida presidenta estatal de Morena en Jalisco sucediendo en el cargo a Favio Castellanos Polanco, y el mismo año fue coordinadora en el proceso de revocación de mandato. En las elecciones de 2024 fue postulada por la coalición Sigamos Haciendo Historia a diputada federal pero en esta ocasión por el Distrito 20 de Jalisco; resultó elegida, con el 49.63% de los votos, frente al 29.64% de su contrincante de Movimiento Ciudadano Ricardo Santillán Cortés.
En la LXVI Legislatura de 2024 a 2027 es secretaria de las comisiones de Presupuesto y Cuenta Pública; y de Puntos Constitucionales; e integrante de la comisión de Igualdad de Género.